# Tove Larsen
 Der er flere personer med dette navn, se Tove Larsen (atlet).
Tove Larsen (født 24. maj 1948) er en dansk politiker, der var borgmester i Aabenraa Kommune fra 2005 til 2013, valgt for Socialdemokraterne.
Tove Larsen, der oprindeligt arbejdede som teknisk assistent i Sønderjyllands Amt, blev i 1982 valgt til kommunalbestyrelsen i Rødekro Kommune, og i 1994 blev hun borgmester. I 2005 blev hun borgmester i den nye store Aabenraa Kommune med et personligt stemmetal på hele 13.105 stemmer, hvilket betød at Larsen som en af de få borgmestre i landet kunne regere med absolut flertal. 17 ud af 31 byrådsmedlemmer var socialdemokrater. I 2009 gik Socialdemokratiet tilbage til 14 mandater, men også her fik Tove Larsen markant opbakning i form af 27,5 procent af alle afgivne stemmer.
Hun besluttede i 2013 ikke at genopstille til kommunalvalget i november. Socialdemokratiet blev den store taber i kommunen, især i Rødekro, hvor Tove Larsen tidligere var borgmester.
Hun havde under sit virke en række tillidsposter, bl.a. er hun bestyrelsesmedlem i KL og formand for organisationens social- og sundhedsudvalg. Hun var desuden formand for Kommunekemis bestyrelse og medlem af fonden Realdanias repræsentantskab.